# Grand Prix Německa 1973
Grand Prix Německa 1973 (oficiálně XXXVIII Großer Preis von Deutschland) se jela na okruhu Nürburgring v Nürburgu v Německu dne 5. srpna 1973. Závod byl jedenáctým v pořadí v sezóně 1973 šampionátu Formule 1.

## Závod
| Poř.   | No. | Jezdec               | Konstruktér       | Počet kol | Čas/Odstoupení       | Pořadí na startu | Body |
| ------ | --- | -------------------- | ----------------- | --------- | -------------------- | ---------------- | ---- |
| 1      | 5   | Jackie Stewart       | Tyrrell-Ford      | 14        | 1:42:03.0            | 1                | 9    |
| 2      | 6   | François Cevert      | Tyrrell-Ford      | 14        | + 1.6                | 3                | 6    |
| 3      | 30  | Jacky Ickx           | McLaren-Ford      | 14        | + 41.2               | 4                | 4    |
| 4      | 24  | Carlos Pace          | Surtees-Ford      | 14        | + 53.8               | 11               | 3    |
| 5      | 11  | Wilson Fittipaldi    | Brabham-Ford      | 14        | + 1:19.9             | 13               | 2    |
| 6      | 1   | Emerson Fittipaldi   | Lotus-Ford        | 14        | + 1:24.3             | 14               | 1    |
| 7      | 31  | Jochen Mass          | Surtees-Ford      | 14        | + 1:25.2             | 15               |      |
| 8      | 17  | Jackie Oliver        | Shadow-Ford       | 14        | + 1:25.7             | 17               |      |
| 9      | 8   | Peter Revson         | McLaren-Ford      | 14        | + 2:11.8             | 7                |      |
| 10     | 26  | Henri Pescarolo      | Iso-Marlboro-Ford | 14        | + 2:22.5             | 12               |      |
| 11     | 9   | Rolf Stommelen       | Brabham-Ford      | 14        | + 3:27.3             | 16               |      |
| 12     | 7   | Denny Hulme          | McLaren-Ford      | 14        | + 3:38.7             | 8                |      |
| 13     | 12  | Graham Hill          | Shadow-Ford       | 14        | + 3:49.0             | 20               |      |
| 14     | 23  | Mike Hailwood        | Surtees-Ford      | 13        | + 1 kolo             | 18               |      |
| 15     | 18  | David Purley         | March-Ford        | 13        | + 1 kolo             | 22               |      |
| 16     | 15  | Mike Beuttler        | March-Ford        | 13        | + 1 kolo             | 19               |      |
| Ret    | 10  | Carlos Reutemann     | Brabham-Ford      | 7         | Motor                | 6                |      |
| Ret    | 19  | Clay Regazzoni       | BRM               | 7         | Motor                | 10               |      |
| Ret    | 16  | George Follmer       | Shadow-Ford       | 5         | Nehoda               | 21               |      |
| Ret    | 20  | Jean-Pierre Beltoise | BRM               | 4         | Převodovka           | 9                |      |
| Ret    | 21  | Niki Lauda           | BRM               | 1         | Nehoda               | 5                |      |
| Ret    | 2   | Ronnie Peterson      | Lotus-Ford        | 0         | Zapalování           | 2                |      |
| DNS    | 25  | Howden Ganley        | Iso-Marlboro-Ford |           | Nehoda v kvalifikaci |                  |      |
| Zdroj: |     |                      |                   |           |                      |                  |      |

## Průběžné pořadí po závodě
Pohár jezdců
|        | Pořadí | Jezdec             | Body |
| ------ | ------ | ------------------ | ---- |
|        | 1      | Jackie Stewart     | 60   |
| 1      | 2      | François Cevert    | 45   |
| 1      | 3      | Emerson Fittipaldi | 42   |
|        | 4      | Ronnie Peterson    | 25   |
| 1      | 5      | Peter Revson       | 23   |
| Zdroj: |        |                    |      |

Pohár konstruktérů
|        | Pořadí | Konstruktér  | Body    |
| ------ | ------ | ------------ | ------- |
|        | 1      | Tyrrell-Ford | 71 (75) |
|        | 2      | Lotus-Ford   | 59 (63) |
|        | 3      | McLaren-Ford | 42      |
|        | 4      | Brabham-Ford | 14      |
|        | 5      | Ferrari      | 12      |
| Zdroj: |        |              |         |